# Jaroslaw Stezko

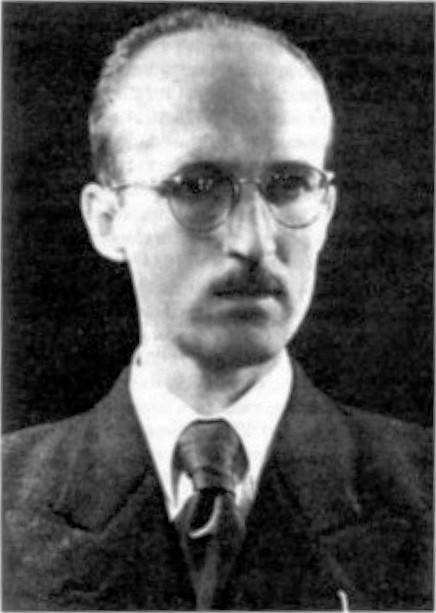
Jaroslaw Stezko (vor 1936)

Jaroslaw Semenowytsch Stezko (ukrainisch Ярослав Семенович Стецько; geboren am 19. Januar 1912 in Tarnopol, Galizien, Österreich-Ungarn, heute Ternopil, Ukraine; gestorben am 5. Juli 1986 in München) war ein ukrainischer Exilpolitiker.

## Leben
Jaroslaw Stezko wurde als Angehöriger der ukrainischen Bevölkerung im bis 1918 zu Österreich gehörenden Galizien geboren. Nach Ende des Ersten Weltkriegs und nach dem Ende des verlorenen Unabhängigkeitskampfes der Ukrainer, dem Ende des Polnisch-Ukrainischen Kriegs und des Polnisch-Sowjetischen Kriegs gehörten Teile der Ukraine zu Sowjetrussland bzw. der Sowjetunion, zu Polen und Rumänien und zur Tschechoslowakei. Stezko besuchte als Angehöriger der ukrainischen Minderheit in Polen in Ternopil das Gymnasium und studierte von 1929 bis 1934 Philosophie und Rechtswissenschaft in Krakau und Lemberg.

### Politische Aktivitäten
Schon als Jugendlicher wurde er Mitglied in der nationalen Jugendorganisation der Ukrainer, dann deren paramilitärischer Organisation und der Organisation Ukrainischer Nationalisten (OUN). Als 1932 Stepan Bandera erstmals stellvertretender Landesleiter der OUN wurde, wurde Stezko Stellvertreter des politisch-ideologischen Referenten. Da die OUN im Konflikt mit der polnischen Mehrheitsgesellschaft sich Hoffnungen auf die deutsche Außenpolitik machte, gehörte er zu den Teilnehmern einer OUN-Konferenz, die nach der Machtergreifung der Nationalsozialisten Anfang Juni 1933 in Berlin tagte. Die OUN-Führer wurden wiederholt von der polnischen politischen Polizei festgenommen. Nach dem Pieracki-Attentat gehörte Stezko zu den zwölf OUN-Führern, denen von November 1935 bis Januar 1936 in Warschau ein politischer Prozess gemacht wurde, in welchem langjährige Haftstrafen gefällt wurden, sowie Bandera und zwei weitere Ukrainer zum Tode verurteilt – auch wenn dieses nicht vollstreckt wurde – und Stezko zu fünf Jahren Haft, aus der er nach der Hälfte der Zeit entlassen wurde. 1939 war Stezko Organisator des OUN-Kongresses, der in Rom stattfand.

#### Zweiter Weltkrieg
Nach dem Hitler-Stalin-Pakt und der deutschen und sowjetischen Besetzung Polens 1939 wurde die Region Galizien der Ukrainischen Sowjetrepublik der Sowjetunion angeschlossen. Stezko hingegen orientierte sich anfangs an das Deutsche Reich und wurde 1940 im Generalgouvernement in Krakau zum Stellvertreter von Bandera im radikalen Flügel der OUN-B gewählt. Eine Woche nach dem Überfall der Deutschen auf die Sowjetunion verfasste Stezko die Unabhängigkeitserklärung der Ukraine und wurde am 30. Juni 1941 von einer Versammlung von OUN-B Angehörigen in Lemberg als Präsident der Ukraine ausgerufen.
Die OUN-B begann eine Welle antisemitischer Pogrome, in denen tausende Juden ermordet wurden, und Stezko versicherte in Briefen an Adolf Hitler, Benito Mussolini, Francisco Franco und Ante Pavelić, dass sein neuer Staat ein Teil von Hitlers Neuer Ordnung in Europa sei.
Da eine unabhängige Ukraine den deutschen Intentionen widersprach, wurden Stezko und Bandera jedoch am 12. Juli 1941 von der Gestapo festgenommen und nach Berlin gebracht, wo sie nach einem Verhör durch die Gestapo sich in der Stadt frei bewegen konnten. Sie trafen andere Anhänger der OUN und forderten das Hitler-Regime in Petitionen auf, mit der OUN zu kooperieren. In dieser Zeit wurde der Antisemitismus von Stezko noch radikaler. Bis dahin hatte Stezko die Ghettoisierung und Vertreibung der Juden aus der Ukraine gefordert, und der OUN-Verfassungsentwurf für die unabhängige Ukraine aus dem Jahr 1939 hatte Juden von der Staatsbürgerschaft ausgeschlossen. Im Juli 1941 erklärte Stezko als selbsternannter Premierminister der Ukraine: „Ich unterstütze daher die Vernichtung der Juden und halte es für zweckmäßig, die deutschen Methoden zur Ausrottung des Judentums in die Ukraine zu bringen, um ihre Assimilierung und ähnliches zu verhindern.“ Im August 1941 wandte sich Stezko mit einer autobiographischen Schrift an die deutschen Machthaber, wiederholte seine antisemitischen Aussagen und fügte hinzu: „Moskau und die Juden sind die größten Feinde der Ukraine. Als Hauptfeind betrachte ich Moskau, welches die Ukraine mit Gewalt in Unfreiheit gehalten hat, nicht weniger beurteile ich die Juden als  ein schädliches und feindliches Schicksal, die Moskau helfen die Ukraine zu verknechten.“
Vom 15. September 1941 bis 30. September 1944 war Stezko in einem relativ komfortablen Anbau des KZ Sachsenhausen inhaftiert. Im April 1944 wurden Stepan Bandera und sein Stellvertreter Jaroslaw Stezko von Otto Skorzeny angesprochen, um Pläne für Ablenkungsmanöver und Sabotage gegenüber der Sowjetunion zu diskutieren.
Im September 1944 wurde Stezko freigelassen, als die Deutschen wegen der bevorstehenden Niederlage versuchten, ukrainische Streitkräfte und Partisanen gegen die Alliierten zu mobilisieren, und Stezko setzte seine strategische Zusammenarbeit mit den Nazis für die übrige Dauer des Krieges fort.
Bei Kriegsende, am 10. Mai 1945, wurde Stezko, der mit einem deutschen Konvoi unterwegs war, in der Nähe von Prag bei einem Angriff der US-amerikanischen Luftstreitkräfte schwer verletzt.

#### Nachkriegszeit

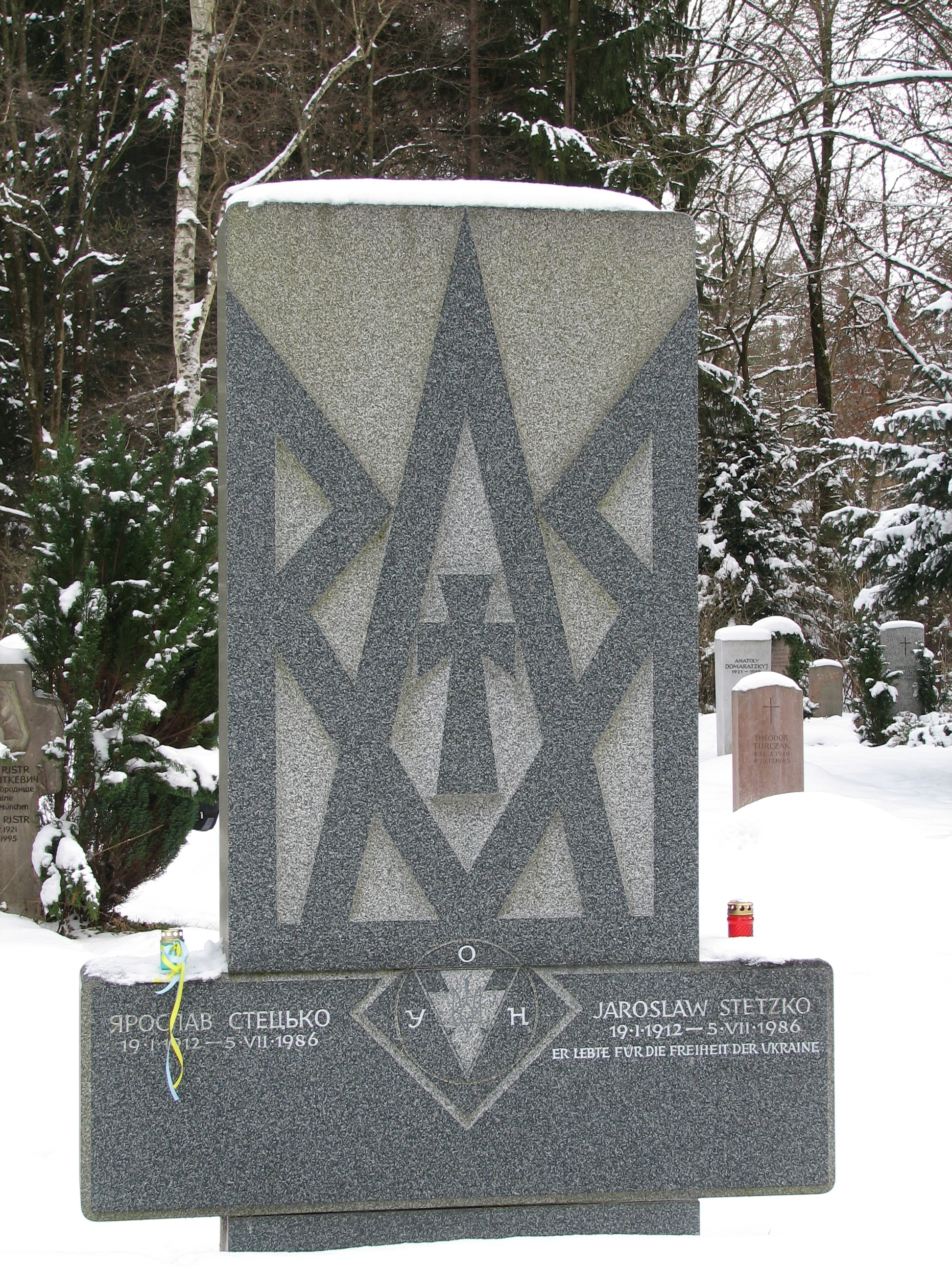
Grab auf dem Waldfriedhof in München („Er lebte für die Freiheit der Ukraine“)

Nach Kriegsende befand sich Stezko in Westdeutschland, wo sich ukrainische Kollaborateure und ehemalige Zwangsarbeiter sammelten und von dort teilweise nach Übersee auswanderten.
Stezko wollte in die USA ausreisen, doch sein Einwanderungsgesuch wurde von den US-amerikanischen Behörden abgelehnt. In der BRD präsentierte er sich nach 1945 mit dem Hinweis auf seine Haft in Sachsenhausen als Opfer des Nationalsozialismus. Seine Ansichten blieben im Wesentlichen unverändert.
Stezko ließ sich in München nieder und wohnte in der Zeppelinstraße 67. Dort gründete er die Organisation Anti-Bolshevik Bloc of Nations (ABN) und leitete diese bis zu seinem Tod 1986. Diese Vorfeldorganisation der OUN schloss auch emigrierte Anhänger der Ustascha, der rumänischen Eisernen Garde und der Tiso-Diktatur in der Slowakei zusammen und wurde von Taiwan unter Chiang Kai-shek und von Spanien unter der Franco-Diktatur finanziert. Stezko wurde auch Präsidiumsmitglied der World Anti-Communist League.
Stezko blieb weiterhin auf Juden und Freimaurer fixiert. In der Öffentlichkeit mäßigte er seine antisemitische Rhetorik etwas, doch privat blieb er ganz unverhohlen rassistisch. 1957 schrieb er an Dmytro Donzow über die Macht der »Juden, Moskowiter und Freimaurer« in den USA:
»Eisenhower ist eine Marionette in den Händen der Mafia. Ich verstehe nicht, wie sie die Menschen dazu zwingen können, gemeinsam mit den Negern in dieselbe Schule zu gehen – ist das Demokratie? ... Warum müssen Weiße neben Schwarzen sitzen?«
Von 1968 bis zu seinem Tod war Stezko alleiniger Führer der OUN-B.
Stezkos ebenfalls politisch aktive Frau Jaroslawa Stezko (1920–2003) erlebte noch die Unabhängigkeit der Ukraine 1991 und wurde Abgeordnete des Kongresses Ukrainischer Nationalisten (KUN), der Nachfolgeorganisation der OUN, in der Werchowna Rada.

## Nachwirkung

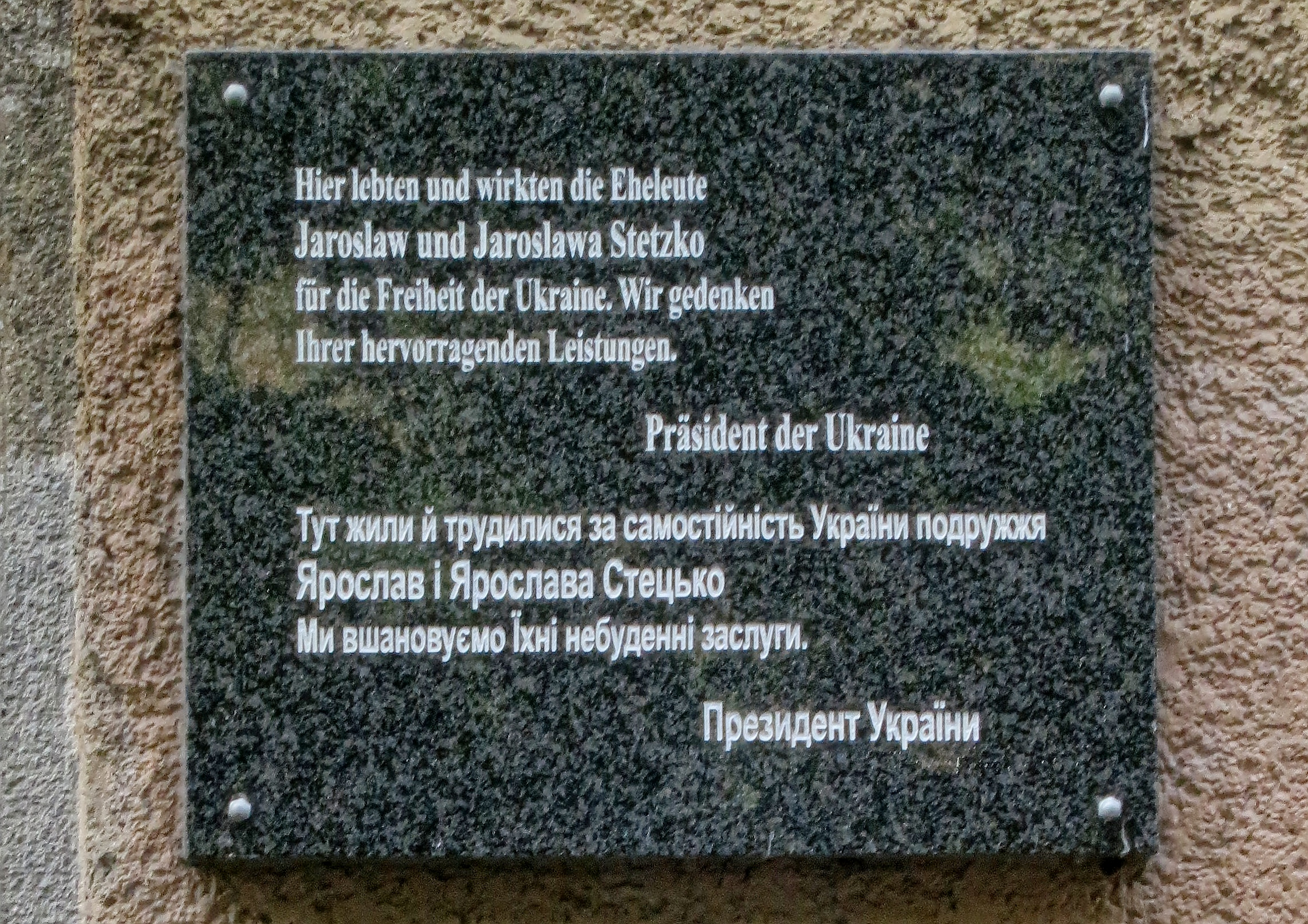
Gedenktafel an der Zeppelinstraße 67 in München mit der Signatur des Staatspräsidenten der Ukraine

Stezko gilt nach wie vor als umstrittene Persönlichkeit. Insbesondere in ukrainischen nationalistischen Kreisen wird sein Wirken verehrt. Seine Schrift Zwei Revolutionen dient als ideologische Grundlage für die Allukrainische Vereinigung „Swoboda“. 2010 wurde eine vom damaligen Präsidenten Wiktor Juschtschenko veranlasste Gedenktafel an einem Privatgebäude in der Zeppelinstraße 67 angebracht. Diese wurde später nach Protesten abmontiert und im Eingangsbereich des sich im Untergeschoss befindlichen Ukrainischen Institutes für Bildungspolitik e. V. befestigt. In diesen Räumlichkeiten war während einer langen Zeit des Kalten Krieges das Verlagshaus der OUN untergebracht.

## Schriften (Auswahl)
- Дві революції [Zwei Revolutionen]. 1951
- Die Weltgefahr unserer Zeit: Presseerklärung zum 20. Jahrestag des Mordanschlags auf Stepan Bandera. Pressebüro des Antibolschewistischen Blocks der Nationen, München 1980
- The present stage of the national liberation struggle of the subjugated nations. Press Bureau of the Antibolshevik Bloc of Nations, München 1974